# Canale dei Lavraneri

Molino Stucky văzut din Canale dei Lavraneri

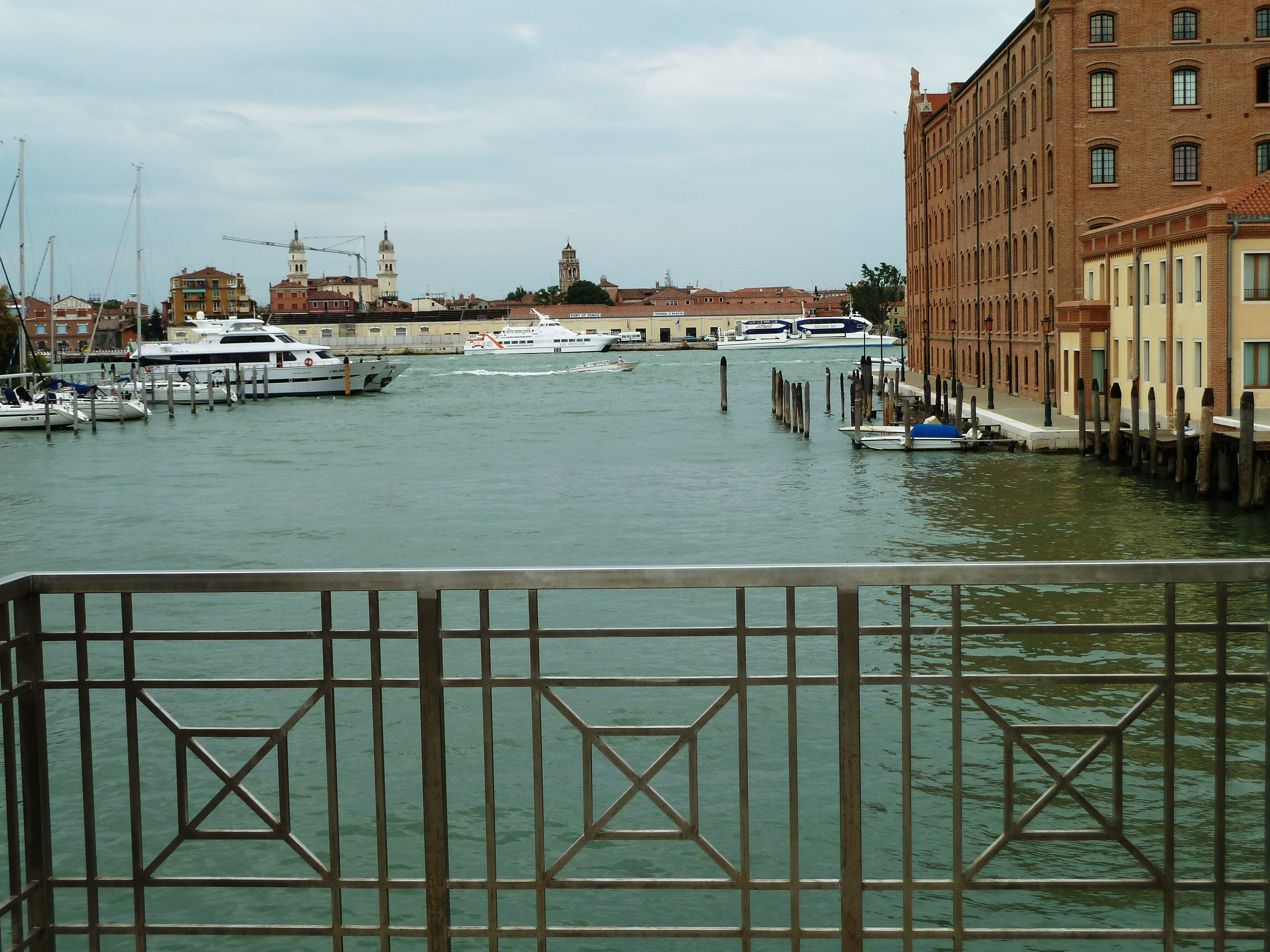
Partea de nord a canalului văzută de pe Ponte dei Lavraneri

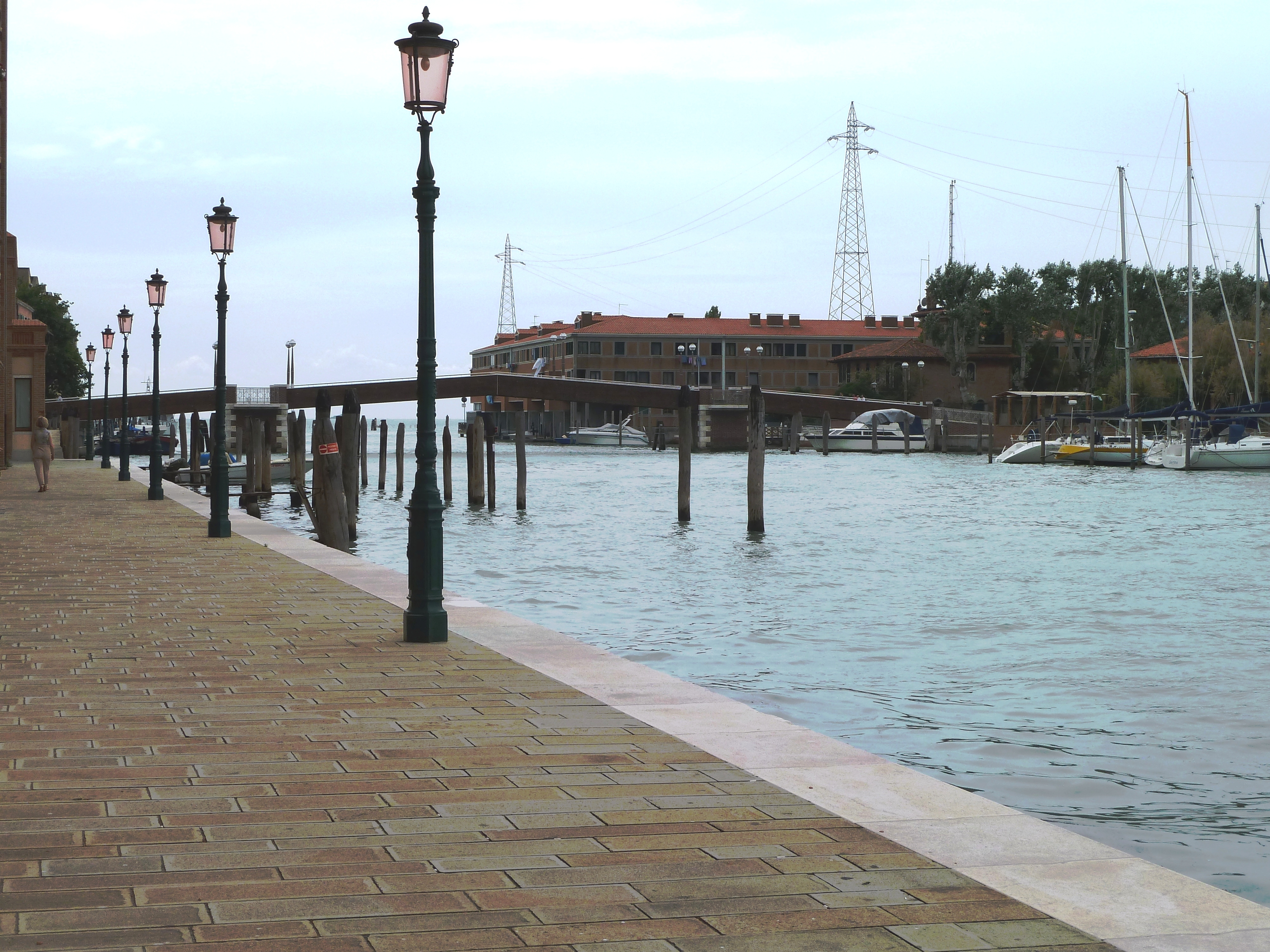
Ponte dei Lavraneri (cu o lungime de aproximativ 70 m)

Canale dei Lavraneri (sau rio dei Lavraneri) este un canal din Veneția, care desparte insula artificială Sacca Fisola de insula Giudecca din sestiere Dorsoduro.

## Descriere
Canale dei Lavraneri are o lungime de aproximativ 330 de metri și o lățime de aproximativ 70 de metri. El scaldă malul vestic al insulei Giudecca și se conectează la nord cu Canalul Giudecca.

## Origine
Cuvântul lavraneri desemnează una dintre ierburile aromatice care au fost cultivate în Veneția.

## Poduri
Acest canal este traversat de Ponte dei Lavraneri care face legătura între Calle Priuli și Campo Diego Valeri (de pe insula Sacca Fisola).